# Prignano sulla Secchia
Prignano sulla Secchia – miejscowość i gmina we Włoszech, w regionie Emilia-Romania, w prowincji Modena.
Według danych na rok 2004 gminę zamieszkiwało 3530 osób, 44,1 os./km².